# كلاش (مغني فرنسي)
كلاش (بالفرنسية: Kalash)‏ ، واسمه الحقيقي هو كيفن فاليري ، ولد في 12 يونيو 1988 في ستراسبورغ  ، و هو مغني و رابور فرنسي.

## سيرة

### طفولة الدينية
ولد كلاش في 12 يونيو 1988 في ستراسبورغ حيث جاء والده رالف فاليراي لمتابعة دراسته في الفلسفة والتاريخ قبل أن يصبح أستاذاً للفلسفة في مدرسة أدفنتست الثانوية في سانت لوس في مارتينيك . غادر العاصمة مع والديه، وهو في عمر الشهرين. قضى طفولته في جو ديني في كنيسة الأدفنتست السبتيين ، من خلال والده  ، الذي بدوره درس اللاهوت أيضًا في جامايكا لمدة 4 سنوات، مثل أعمامه القساوسة وعلماء اللاهوت غي وجويل فالراي . والدته، موريل وأسمها عند الولادة فيلين، التي تزوجت من قبل بطل الإبحار التقليدي، جوزيف ماس الملقب بأثون، وهي ممرضة مجازة من طرف الدولة، ممرضة ليبرالية في مارتينيك.
قضى كلاش أول أربع سنوات من طفولته في سيتي ديلون، وهي حي من الطبقة العاملة في فور دو فرانس . بعد انفصال والديه في عام 1994 ، عاش في الروح القدس، ثم في بلدية فرانسوا .
تتميز طفولة كلش من الناحية الموسيقية بشخصية بوب مارلي التي كان والده معجبًا بها بشدة.
كلش اتم تعليمه في مؤسسات الأدنتست السبتيين ومدرسة كيرليس الابتدائية، ثم مدرسة راما الإعدادية / الثانوية في مونيزي سانت لويس . إنه يحتفظ بتحفيز ديني عميق وقبل كل شيء إيمان شديد بالرب. كانت سنته الأخيرة من المدرسة الثانوية في ثانوية شولسر.
كان كلش غارقًا بالفعل في بيئة دينية، لكن كل تطوره اللاحق يظهر تحررًا تامًا من الكنائس.
أعماله الثلاثة، الرب وحده يستطيع أن يحاسبني ، 4 عبرت وقبل كل شيء حسب رأيي ، تعبر عن هذا البعد الديني والروحي.

### الخطوات الأولى في دانسهال
ظهر كلاش لأول مرة بشكل غير رسمي عام 2003 ، حيث ظهر في عدة مجموعات من الدانسهول . متأثرًا بالمطربين (بونتي كيلر وتي أدميرال ...) في وقته والفولكلور المارتينيكي، بدأ شبابه مبكرا في الموسيقى. بفضل مؤلفاته الأولى مثل برانبي أو ماما ، أصبح معروفًا أكثر وحظي تقديرًا أكبر من قبل الجمهور الكاريبي. ،في 29 مارس عام 2011 أصدر أول ألبوم له مسمى على ملصق شابين برود. ، فاز كلاش بجائزة مارتينيك جائزة ساسم الكبرى في فئة ريغي دانسهول عن أغنيته بران بيي. في يونيو 2013 ، أصدر ألبومه الثاني 2 #كلاسيك.

### قرص الذهبكايوس
في يوليو 2015 ، تم إصدار أغنية باندو المنفردة على طريقة عصابات الراب ، وحازت الأغنية بنجاح كبير، وتم دعم كلش من قبل بوبا الذي عرضه على المشهد الفرنسي، وألتقو مرتين حيت تعاونوا في الألبوم القادم.
في 6 ماي 2016 أصدر كلاش ألبومه 3 كايوس الذي يحتوي على أيقاعات تمزج بين موسيقى الراب والدانسهول. وصل الألبوم المركز الرابع في سجل الألبومات الفرنسية الأكتر مبيعا، حيث تم بيع 7٬034 نسخة خلال الأسبوع الأول من وضعه. حصل الألبوم على سجل ذهبي في يوليو 2016.
'''مواكا مون'''
حظي المقطع 4 من الألبوم المسمى الأول بالنجاح الكبير بمجرد إصداره، حيت بقي 9 أسابيع في سجل العناوين الأكثر أستماعا في فرنسا، وتم أجازته بماسة فردية بعد أقل من 3 أشهر من صدوره وحالياً لديه أكثر من 230 مليون مشاهدة على يوتيوب. هذا المقطع الذي يضم الفنان البلجيكي دامسو حطم جميع الأرقام القياسية في عام 2017 من خلال 93 يومًا المتبقية على التوالي، وهو المقطع الأكثر تدفقًا على منصة سبوتيفي. ومن المسلم به أيضا المقطع الأكثر شعبية على الصعيد الدولي ويبقى حتى الآن أكبر نجاح للفنانين.

### حقائق عن العنف
خلال ليلتي 13-14 نوفمبر 2014 ، تم احتجاز كلش والأدميرال تي في حجز الشرطة بسبب العنف المشدد. وهم متهمون بمهاجمة ثلاثة من ضباط الشرطة، وهم في حالة سكر علني. يعارض المطربان هذه الرواية ويدعيان أنهما كانا ضحية لعنف الشرطة. في 15 نوفمبر، تم إطلاق سراحهم ووضعوا تحت إشراف قضائي. تم إرجاع ملفهم للتحقيق. ستتم محاكمة كلش للأسباب التالية : حالة سكر علنية، عنف على ضابط شرطة (نتج عنه عجز لمدة يومين) ، والركل، واللكم، والإسقاط على الأرض، والعنف على ضابط الشرطة، والصفع، والاسلكي والنظارات التي تم نزعها، وازدراء ضابط الشرطة 
تم اعتقاله في ليلة 16 مارس 2019 في باريس بعد صدمه عدة سيارات على الشانزليزيه بواسطة بورش. وقد وضع رهن الاحتجاز لدى الشرطة بتهمة ازدراء وتمرد ضد أي شخص يتمتع بسلطة عامة . سيُحاكم في 19 سبتمبر 2019 أمام محكمة باريس بسبب الضرب والهرب  لكنه تقدم بشكوى ضد الشرطة بسبب عنف الشرطة الذي تسبب في إصابته بكسر في الأنف وكسر اثنين من أسنانه.

### إدانة لحيازة سلاح غير قانوني
حُكم عليه في 26 أكتوبر 2016 ، بالسجن لمدة ستة أشهر مع وقف التنفيذ لحيازته دون إذن من سلاح الفئة ب . عثرت الشرطة على السلاح، والذي تبلغ قيمته 2 000 أورو ، خلال عملية تفتيش منزلية نفذت في مايو 2016.

### حياة خاصة
وهو والد لصبي يدعى إيثان، ولد في 11 ديسمبر. متزوج من إنغريد ليتري  ، ملكة جمال المارتينيك السابقة وملكة جمال العالم النهائية 2009 ، وقد رزقوا بمولودة سميت إيفا، بتاريخ 13 سبتمبر 2017. انفصل كلاش عن إنغريد ليتري حوالي أبريل 2018.

## ديسكغرفي

### راب
- 2012 : كي خاص جزء.1 (مع ليوتنا ولاس نيكو)
- 2014 : كي خاص جزء.1 (مع ليوتنا ولاس نيكو وردلا وسمية)

### مصنفات
- 2012 : طبعة فاخرة
- 2014 : صندوق الموسيقى 2009-2014

### ريسو
- 2011 : كلاش (جامع الطبعة)
- 2013 : 2 # كلاسيك (إصدار جامع)

## المذكرات والمراجع
1. ↑  "7 choses que vous ignoriez sur Kalash et sa musique". Trace TV. 10 juin 2016. مؤرشف من الأصل في 2019-11-01. اطلع عليه بتاريخ 1الأول {{{1}}} août 2016. {{استشهاد ويب}}: تحقق من التاريخ في: |تاريخ الوصول= و|تاريخ= (مساعدة)
2. ↑  "Kalash, chanteur : « On n'a pas encore touché la limite d'inspiration »". France-Antilles. 29 janvier 2014. مؤرشف من الأصل في 2019-05-25. اطلع عليه بتاريخ 1الأول {{{1}}} août 2016. {{استشهاد ويب}}: تحقق من التاريخ في: |تاريخ الوصول= و|تاريخ= (مساعدة)
3. ↑  "Ralph Valleray | Auteur - TheBookEdition". www.thebookedition.com. مؤرشف من الأصل في 2019-11-02. اطلع عليه بتاريخ 2019-11-02.
4. ↑  "Exclu Vidéo : Kalash : "Jeune, je me suis retrouvé livré à moi-même sans toit fixe !"". Public.fr (بالفرنسية). Archived from the original on 2019-11-02. Retrieved 2019-11-02.
5. ↑  "Résultats de Prix SACEM 2011 à l'Atrium de la Martinique". argenteuil-etsonquartierdesmusiciens.hautetfort.com. 13 avril 2011. مؤرشف من الأصل في 2019-11-03. اطلع عليه بتاريخ 1الأول {{{1}}} août 2016. {{استشهاد ويب}}: تحقق من التاريخ في: |تاريخ الوصول= و|تاريخ= (مساعدة)
6. ↑  "Kalash '#2classic'" [en]. مؤرشف من الأصل في 2019-11-03. اطلع عليه بتاريخ 2019-12-30.
7. ↑  "Kalash : les chiffres de ventes de son album « Kaos »". booska-p.com. 13 mai 2016. مؤرشف من الأصل في 2017-07-30. اطلع عليه بتاريخ 6 août 2016. {{استشهاد ويب}}: تحقق من التاريخ في: |تاريخ الوصول= و|تاريخ= (مساعدة).
8. ↑  "Kalash disque d'or avec l'album « Kaos »". France-Antilles. 7 juillet 2016. مؤرشف من الأصل في 2019-02-05. اطلع عليه بتاريخ 6 août 2016. {{استشهاد ويب}}: تحقق من التاريخ في: |تاريخ الوصول= و|تاريخ= (مساعدة)
9. ↑  "Libérés sous contrôle judiciaire, Admiral T et Kalash sont mis en examen" [fr-FR] (بfr-FR). Archived from the original on 2019-11-03. Retrieved 2019-12-30.{{استشهاد ويب}}:  صيانة الاستشهاد: لغة غير مدعومة (link)
10. ↑  "Toute l'actualité de la Guadeloupe en ligne - FranceAntilles.fr" [en]. مؤرشف من الأصل في 2019-11-25. اطلع عليه بتاريخ 2019-12-30.
11. ↑  "La toile se déchaîne après l'arrestation de l'artiste martiniquais Kalash". Martinique La 1ère. 17/03/2019. مؤرشف من الأصل في 2019-03-31. اطلع عليه بتاريخ 31 mars 2019. {{استشهاد ويب}}: تحقق من التاريخ في: |تاريخ الوصول= و|تاريخ= (مساعدة)
12. ↑  "Kalash sera jugé en septembre". France-Antilles Martinique. 19/03/2019. مؤرشف من الأصل في 2019-03-31. اطلع عليه بتاريخ 31 mars 2019. {{استشهاد ويب}}: تحقق من التاريخ في: |تاريخ الوصول= و|تاريخ= (مساعدة)
13. ↑  "Après son interpellation sur les Champs-Élysées, le rappeur Kalash porte plainte contre la police". Le Figaro. 22/03/2019. مؤرشف من الأصل في 2019-11-03. اطلع عليه بتاريخ 31 mars 2019. {{استشهاد ويب}}: تحقق من التاريخ في: |تاريخ الوصول= و|تاريخ= (مساعدة)
14. ↑  "« Kalash a commis une erreur, il l'a reconnue »". France-Antilles. 26 octobre 2016. مؤرشف من الأصل في 2019-11-03. اطلع عليه بتاريخ 25 mai 2017. {{استشهاد ويب}}: تحقق من التاريخ في: |تاريخ الوصول= (مساعدة)
15. ↑  Média, Prisma. "Ingrid Littré - La biographie de Ingrid Littré avec Gala.fr". Gala.fr (بالفرنسية). Archived from the original on 2019-04-26. Retrieved 2019-11-01.
16. ↑  "Kalash et Ingrid parents d'une petite fille". www.rci.fm. مؤرشف من الأصل في 2019-11-01. اطلع عليه بتاريخ 2019-11-01.
17. ↑  "Kalash et Ingrid c'est fini, le chanteur le confirme dans une vidéo". People Bo Kay (بfr-FR). 24 Oct 2018. Archived from the original on 2019-11-10. Retrieved 2019-11-10.{{استشهاد ويب}}:  صيانة الاستشهاد: لغة غير مدعومة (link)